# Iago Victoriano Pimentel
Iago Victoriano Pimentel (São João del-Rei, 22 de março de 1890 – 22 de março de 1962) foi um médico brasileiro. 

## Biografia
Filho de Aureliano Pimentel, nasceu em Minas Gerais. 
Em 1913 graduou-se em Medicina pela Faculdade Nacional de Medicina, apresentando a tese Causas Sociais da Moléstia. Na cidade de Formiga praticou sua profissão de médico até 1921 e em  1922 foi convidado para ocupar o cargo de psiquiatria no Instituto Neuro-Psiquiátrico de Belo Horizonte, hoje chamado de Instituto Raul Soares, onde em conjunto com Aureliano Tavares Bastos usava práticas psicológicas para auxiliar no diagnostico psiquiátrico. 
Em 1925 foi autor da primeira tradução de uma obra de Sigmund Freud no Brasil, publicando o texto "Cinco Lições de Psicanálise". Em meados da década de 1920, com a Reforma do Ensino Primário e Normal realizada por Francisco Campos, Iago Pimentel começou a trabalhar na Escola Normal Modelo de Belo Horizonte, ministrando a cadeira de Psicologia Educacional. Entretanto a Igreja Católica Mineira se opôs à sua contratação devido à tendência positivista que Iago Pimentel revelava ao escolher os conteúdos a serem ensinados nessa disciplina, mas ainda assim por meio de Mário Casasanta, inspetor geral da Instrução Pública nessa época,  o problema foi resolvido.
Em 1932 mobilizado pelas preocupações de Helena Antipoff participou do grupo que prestava assistência às crianças excepcionais e prestou serviço no consultório médico-pedagógico instalado pela Sociedade Pestalozzi em 1934. Como membro do grupo de profissionais - em sua maioria trabalhadores do Instituto Raul Soares - participou também da Fundação da Sociedade de Neurologia e Medicina Legal de Belo Horizonte proposta pelo Dr. Galba Veloso em 1936, sendo eleito, na sessão inaugural, seu primeiro vice-presidente.
Foi morar no Rio de Janeiro em 1938, trabalhando como professor de Psicologia e Lógica no Colégio Universitário da Universidade do Brasil.  Em 1943 retornou a Belo Horizonte e às suas atividades de professor e de psiquiatra no Instituto Raul Soares. No governo de Nísio Batista de Oliveira entre novembro de 1945 e fevereiro de 1946 foi Secretário da Educação e Saúde Publica, realizando a Exposição de Motivos para a transformação da Escola de Aperfeiçoamento de Professores de Minas Gerais. Nos anos de 1950 atuou como professor de Psicologia da Educação no curso de Administração Escolar e de Psicologia Social e Individual na Faculdade de Ciências Econômicas da Universidade de Minas Gerais, atual Universidade Federal de Minas Gerais.
É o patrono da cadeira número sessenta da Academia Mineira de Medicina.

## Obras do autor
Publicou livros como "Noções de Psicologia  Aplicada à Educação" em 1930 onde trata de questões relacionadas à evolução biológica do homem, as bases orgânicas do funcionamento psicológico e as diferentes escalas para medida de inteligência. E "Notas de Psicologia", publicado em  1959, quando considerava além dos fatores hereditários, a influencia do meio físico e social na constituição dos indivíduos.  Não obstante, a visão que prevalecia em sua obra era a da Psicologia como um ramo das ciências naturais. 